# Centaurus-armen
Centaurus-armen, Scutum-Centaurus-armen, også kendt som Scutum-Crux-armen, er en af to store spiralarme i Mælkevejsgalaksen, som er et langt, diffust buet bånd af stjerner, gas og støv, der spiralerer udad fra den nærmeste ende af Mælkevejens bjælke. Det latinske ord Scutum betyder på dansk skjold. Mælkevejen har siden 1950'erne været antaget at have fire spiralarme; talrige undersøgelser bestrider eller nuancerer dette tal.
I 2008 kunne observationer ved hjælp af Spitzer-rumteleskopet ikke vise den forventede tæthed af røde klumpgiganter i retning af Sagittarius-armen og Norma-armen. I januar 2014 fandt en 12-årig undersøgelse af fordelingen og levetiden af massive stjerner og en 2013-rapporterende undersøgelse af fordelingen af masere og åbne hobe begge bekræftende, men ikke uigendrivelige beviser for fire hovedspiralarme.